# صيف 42 (فلم)
صيف 42 (بالإنجليزية: Summer of '42) هو فيلم موسيقي تم إنتاجه في الولايات المتحدة وصدر في سنة 1971.

## ترشيحات وجوائز
| السنة | الحدث  | الفئة               | النتيجة  |
| ----- | ------ | ------------------- | -------- |
|       | أوسكار | أفضل موسيقى تصويرية | فـــــوز |

## الميزانية والإيرادات
بلغت تكلفة إنتاج الفيلم حوالي مليون دولار بينما حقق أرباحا تقدر بـ 32,063,634 دولار.

## وصلات خارجية
- صيف 42 على موقع IMDb (الإنجليزية)
- صيف 42 على موقع ميتاكريتيك (الإنجليزية)
- صيف 42 على موقع الموسوعة البريطانية (الإنجليزية)
- صيف 42 على موقع روتن توميتوز (الإنجليزية)
- صيف 42 على موقع نتفليكس (الإنجليزية)
- صيف 42 على موقع ألو سيني (الفرنسية)
- صيف 42 على موقع Turner Classic Movies (الإنجليزية)
- صيف 42 على موقع أول موفي (الإنجليزية)
- صيف 42 على موقع فيلمافينيتي (الإسبانية)
- صيف 42 على موقع قاعدة بيانات الأفلام السويدية (السويدية)

1. ↑  وصلة مرجع: https://www.oscars.org/oscars/ceremonies/1972.
2. ↑  وصلة مرجع: http://www.imdb.com/title/tt0067803/. الوصول: 15 أبريل 2016.
3. 1 2 3 4  وصلة مرجع: http://www.allocine.fr/film/fichefilm_gen_cfilm=2536.html. الوصول: 15 أبريل 2016.
4. 1 2  وصلة مرجع: http://www.filmaffinity.com/es/film584793.html. الوصول: 15 أبريل 2016.
5. 1 2 3 4 5  وصلة مرجع: http://www.bbfc.co.uk/releases/summer-42. الوصول: 15 أبريل 2016.
6. 1 2 3 4 5  وصلة مرجع: http://www.imdb.com/title/tt0067803/fullcredits. الوصول: 15 أبريل 2016.